# 콩뱅 드 코르바시에르
콩뱅 드 코르바시에르(프랑스어: Combin de Corbassière)는 스위스 발레주의 피오네(Fionnay) 남쪽에 위치한 페나인 알프스의 산이다. 이 산은 그랑콩뱅 대산괴의 일부이며, 코르바시에르 빙하의 서쪽에 있다. 탄산수의 주요 공급원이기도 하다.